# Klooga
Koordinaten: 59° 19′ N, 24° 13′ O

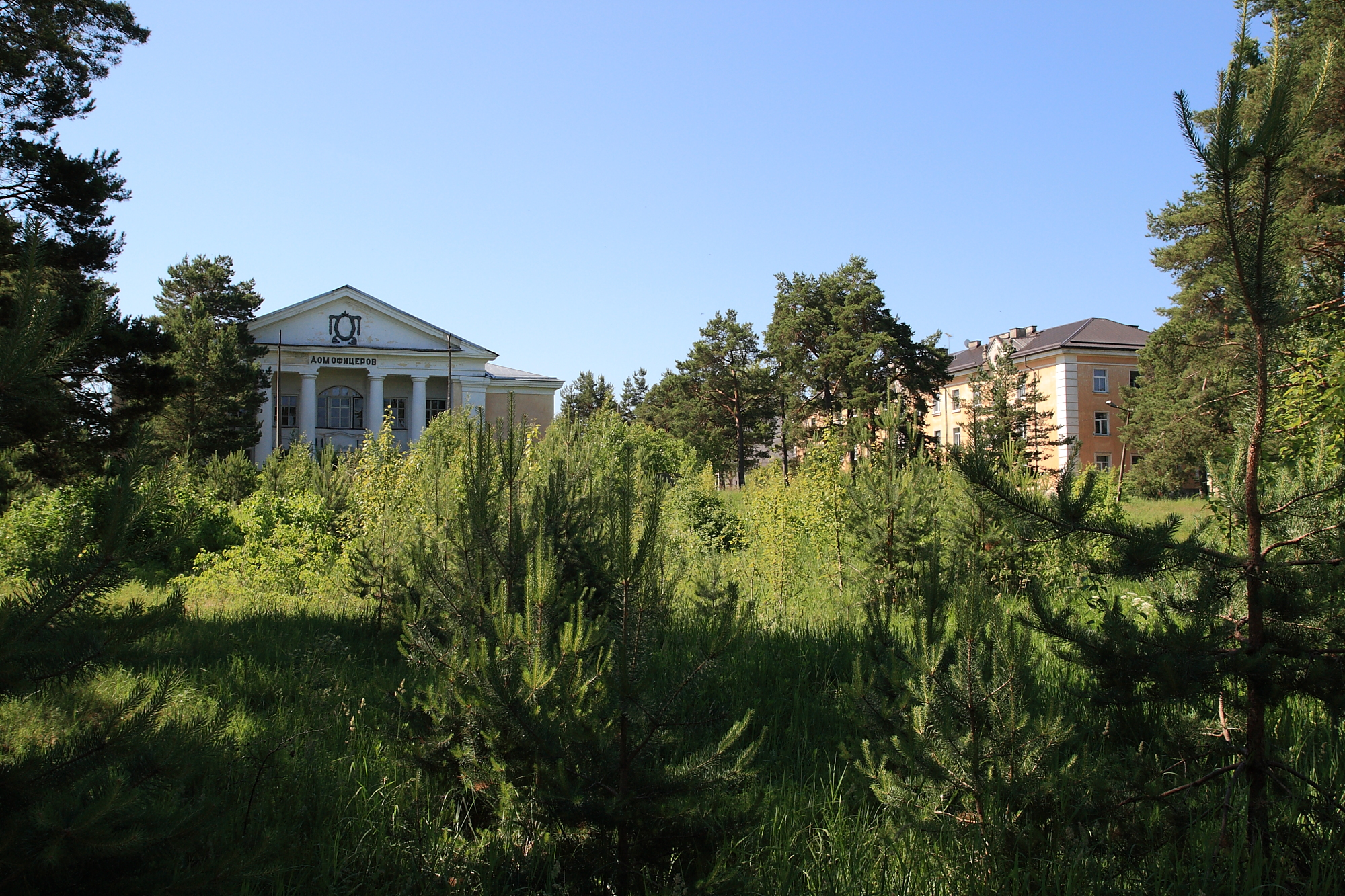
Herrenhäuser von Klooga

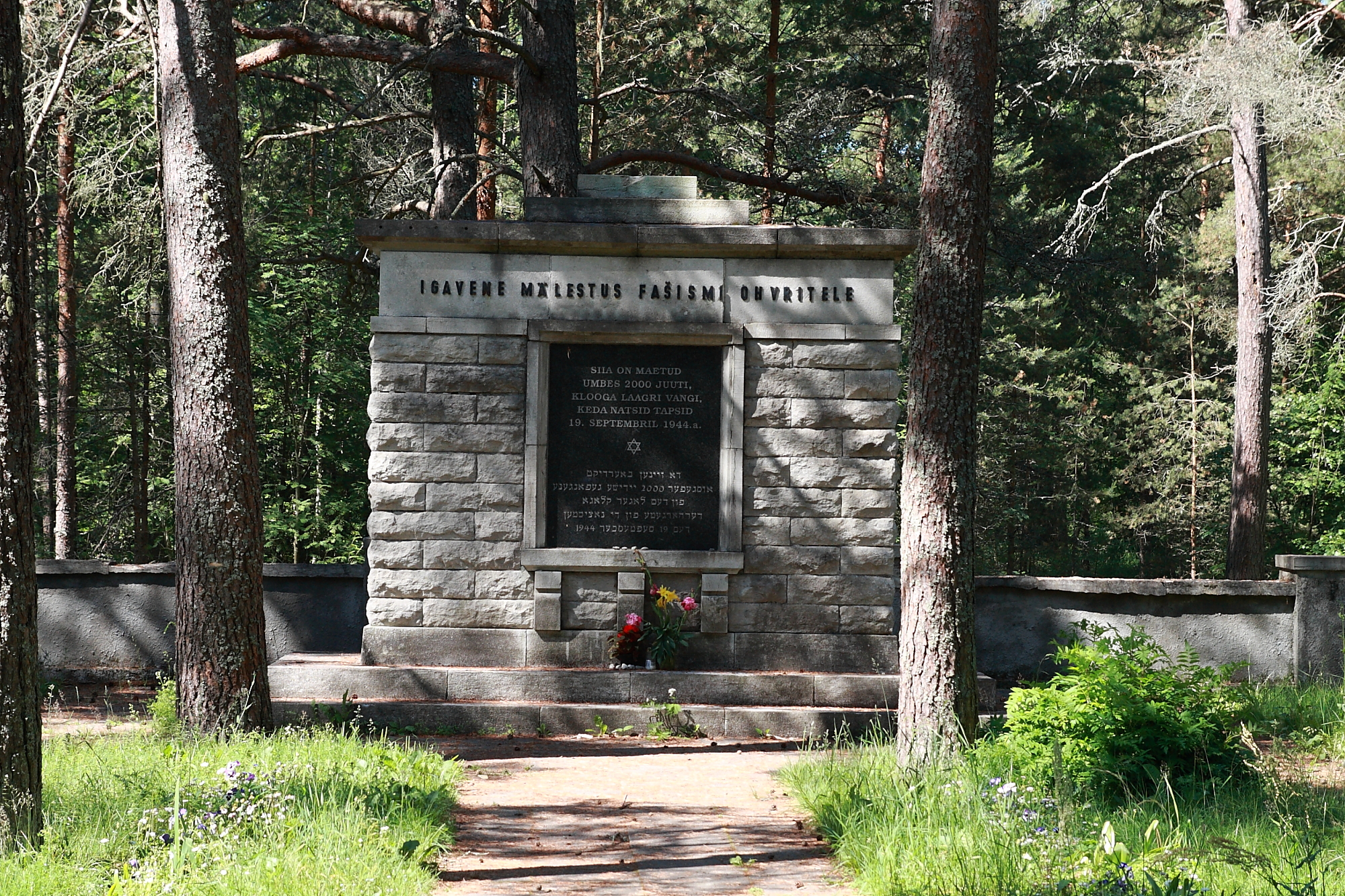
Gedenkstätte in Klooga

Klooga (deutsch Lodensee oder Lonsee) ist ein Großdorf (alevik) im estnischen Kreis Harju. Es hat 969 Einwohner (1. Januar 2000). Klooga gehört verwaltungsmäßig zur Landgemeinde Lääne-Harju (bis 2017 Landgemeinde Keila).

## Lage
Klooga liegt am Nordufer des gleichnamigen Sees. Der See ist 1,85 km² groß und bis zu 3,66 m tief. Er speist den Fluss Vasalemma.
Von Klooga führt eine elektrifizierte Eisenbahnverbindung nach Tallinn, Paldiski und zum Ostsee-Badeort Kloogaranna.

## Herrenhaus Klooga
Berühmt ist vor allem das deutschbaltische Herrenhaus von Klooga. Es wurde in der ersten Hälfte des 18. Jahrhunderts im Barock errichtet. 1794 wurde das zweigeschossige Gebäude erweitert und umgebaut. Heute sind nur noch Ruinen erhalten. Das Herrenhaus ist unter dem Namen Lodijärve loss Schauplatz der bekannten estnischen Erzählung Tasuja ("Der Rächer") von Eduard Bornhöhe.

## Zweiter Weltkrieg
In der Nähe des Ortes errichteten die deutschen Besatzungstruppen im September 1943 das KZ-Außenlager Klooga. In diesem Arbeitslager des KZ Vaivara waren bis zu 3000 Gefangene untergebracht. Am 19. September 1944 ermordete die SS etwa 2500 von ihnen, bevor die Rote Armee im Ort einmarschierte.